# Мецано II (Савона)
Мецано II је насеље у Италији у округу Савона, региону Лигурија.
Према процени из 2011. у насељу је живело 30 становника. Насеље се налази на надморској висини од 278 м.